# 中華基督教會協和小學

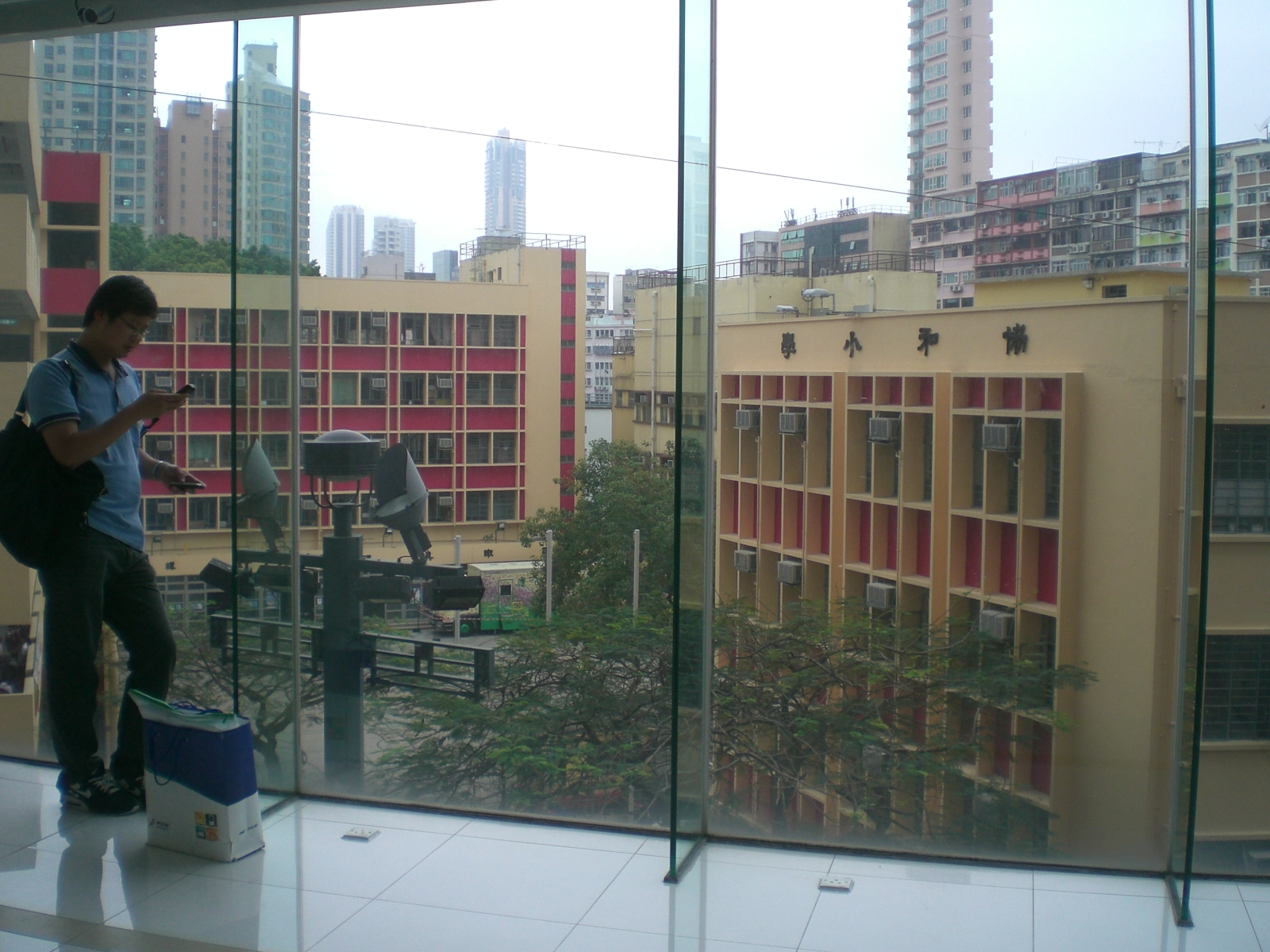
從新世紀廣場望到的協和小學

中華基督教會協和小學（英語：The Church of Christ in China Heep Woh Primary School），是香港一間小學，位於旺角太子道西，鄰近新世紀廣場、中華基督教會香港區會總部及旺角東站。協和學校於1911年創辦（上午校於1947年創辦，下午校於1970年創辦），現為中華基督教會香港區會的小學。
2011年轉為全日制，下午校留在太子道原址，上午校則遷往長沙灣東京街並更名為「中華基督教會協和小學（長沙灣）」。

## 宗旨
讓學生在德、智、體、群、美、靈六育獲得均衡發展，追求真善美，並讓學生認識基督，建立正確和積極的人生觀，活出豐盛的人生，達致優質的全人教育。

## 歷史

### 廣州時期（1911年至1948年）
- 1911年，美國美北长老会傳教士碧盧夫人(Mrs. Bigelow)於廣州西關創立「協和」，首創幼稚園及幼稚園師範班，開拓中國幼兒教育之先河。
- 1921年，得英、美教會資助，購西村之地五十餘畝建築校舍，於1922年遷入上課，並增設小學部，學生人數激增。其後碧盧夫人回美，畢蕙馨女士(Miss Lulu Patton)、劉信恩女士(Miss Edna Lowery)及韓學道女士(Miss A. D.Hancock)相繼擔任校長，貢獻良多。
- 1931年，中華基督教會廣東協會加入贊助。翌年，廖奉靈碩士被委任為校長，向政府申請為立案高級中學，並定名為「私立協和女子中學」，同時幼稚園師範班歷史悠久，成績卓著，獲政府准許繼續辦學，校訓為「爾識真理，真理釋爾」。

### 根德道時期（1948年至1951年）
- 1947年，祖校校長廖奉靈碩士與美傳教士施禮常姑娘來港設校，租得根德道22號為校址。
- 1948年2月獲教育司署批准註冊，2月17日正式上課，聘陳元素碩士為校長，教師均為協和校友，學生人數最多為117人。
- 1951年根德道校址租約期滿，業主收回樓宇，學校幾陷停辦。幸得前賢努力，學校得以繼續運作。

### 亞皆老街時期（1952年至1956年）
- 1952年1月8日遷入亞皆老街繼續上課，初期之租金由校友支援及同工貸款所得。

同年，陳元素校長因體弱請辭，崔瑤芝女士奮起肩負校長之職，其後校務日臻完善，校譽日隆。在此艱難情況下，能渡過經濟之難關，皆有賴施禮常姑娘及全校同工全力支持。老師們上下一心，共同努力，學生會考成績優異，港督葛量洪夫人及教育司高司雅到校參觀，以示讚賞。

### 西洋菜街時期（1957年至1959年）
- 1956年美國聯合長老會，捐贈4萬美元，購得西洋菜北街231號作為校舍，並於1957年初，幼稚園及小學全部遷入上址上課。其後學生人數日增，因中華基督教會香港區會已故總幹事汪彼得牧師及各位執委的支持，於1959年向政府申請太子道地段萬多尺[2]，共同合作興建另一校舍。

### 太子道時期（1960年至現在）
- 1960年初，小學部遷入太子道西現址上課。原有西洋菜街之校舍，則撥作幼稚園用。
- 1969年9月，轉為政府津貼小學，直屬中華基督教會香港區會，分為上、下午校，由崔瑤芝校長執掌校政。同年領得太子道相連地段及東九龍慈雲山土地，分别興建另一24課室之校舍及開辦中華基督教會基慧中學（後更名為「協和書院」，以紀念協和女子中學校）。在永久校舍建成前，基慧中學暫借此校開辦兩年。
- 1970年9月小學部新校舍落成，開辦下午校，當時上下午校各開辦36班，高峰期合共約3000名學生，亦曾為香港最大的小學（以學生人數計）。在九十年代，當時的九廣鐵路以擴建旺角車站（現為新世紀廣場）為理由，向協和小學提出以擴建原校舍，來換取原屬協和小學的部分後山土地發展。
- 1998年，第三校舍在金禧校慶落成。
- 2008年9月，協和小學下午校表示，一名上午校男教師涉嫌在校內放置攝錄機偷拍女生更衣，已被校方解僱，並報警處理。該名男教師解釋是為了教學用途才進行拍攝。當時的校長王玉棠表示，不接受有關解釋，因偷拍有違教師專業操守，已解僱該名教師，並報警處理。校方亦邀請教育心理學家，為學生進行輔導。校方否認隱瞞事件，由於片斷拍攝到女生更衣情況，校方為保障女生的私隱，已銷毀有關片段。
- 2011年8月，全校轉為全日制小學，下午校留在太子道西原址並正名為「中華基督教會協和小學」，而上午校則遷往長沙灣東京街長沙灣工廠大廈原址並更名為「中華基督教會協和小學（長沙灣）」。

## 港校歷任校長
- 1948年至1952年 陳元素女士
- 1952年至1970年 崔瑤芝女士

### 下午校
- 1970年至1989年 潘啟晞先生
- 1989年至1992年 余  煊先生
- 1992年至1995年 譚立恩女士
- 1995年至2010年 王玉棠先生
- 2010年至2011年 辛列有先生（全日制前最後一任）

### 全日制
- 2011年至2015年 辛列有先生（全日制後首任）
- 2015年至2022年 簡燕玲女士
- 2022年至今     翁美茵女士

## 學校設施
中華基督教會協和小學共有三座校舍，分別為「第一校舍」、「第二校舍」、「第三校舍」，如有特別需要，例如要舉行崇拜、講座或家長會等活動時，更會移師到校舍旁的「中華基督教會長老堂」禮拜堂。
第一校舍於1960年落成，第二校舍於1969年落成，而第三校舍更於1998年金禧校慶落成，三座校舍各具特色，更能配合了推動多元化教學。
共有課室36間、音樂室2間、特別用途室3間、學生活動中心1座（第三校舍），內設中央圖書館、電腦室、多媒體教室、輔導教室、舞蹈室及會議室，並設有3個禮堂（一校、二校、二校後山），1個大籃球場、1個小籃球場、電視台和家長資源中心。

## 爭議事件

### 2000年代
- 2008年9月20日，該校一名體育男教師意圖偷拍九名女生，後被警方帶走。[3]傳媒指校方企圖隱瞞事件，又派人試圖阻止家長接受記者訪問。[4]

### 2010年代
- 2014年6月13日，中華基督教會協和小學3名女教師，涉用手機拍下小一叩門試題後外洩予親朋好友。該案件至2018年還未告終，律政司曾申請覆核定罪敗訴，再在6月20日向高院呈述案件上訴，控方指，涉案教師案發時明顯是不誠實，亦知道洩漏的是實際試題，並要求法官指示原審裁判官改判被告有罪。[5]其後上訴庭駁回上訴，維持原判。律政司不服，上訴至終審法院。2019年4月4日，法院五名法官作出裁決，律政司終極敗訴，被告維持無罪。[6]

## 著名/傑出校友
演藝界
- 吳宇森（1963年上午校）：荷里活著名導演，第67屆威尼斯國際電影節「終身成就獎」得主[7]
- 章國明（1964年）：香港電影導演
- 李元科（1960年代初小）：香港導演及電視劇集監製
- 魯振順（1972年上午校）：香港無綫電視男演員
- 楊仲恩（1973年上午校）：香港男演員和主持[8]
- 周星馳（1974年下午校）：香港著名喜劇演員，上市公司比高集團執行董事
- 吳啟明（1975年上午校）：前香港無綫電視藝員
- 吳啟華（1976年上午校）：香港電視演員
- 曹永廉（1977年上午校）：香港男演員
- 梁思浩：香港男藝人
- 鄭大衛：前香港童星
- 伍樂城（1984年下午校）：香港著名音樂監製，作曲人
- 白只（1991年上午校）：香港男演員
- 阮民安（1992年上午校）：香港男歌手、前偶像團體 E-kids 成員
- 何君誠：前香港男演員
- 梁婉微（2001年上午校）：香港電視節目主持、女模特兒、前香港女子組合 Super Gear 成員
- 岑樂怡（2003年上午校）：香港女藝人
- 鄧紫棋（2003年上午校）：香港唱作女歌手
- 安希婷（2010年下午校）：香港女性紋身師、模特兒、歌手及演員
- 冼迪琦（2011年下午校）：香港女演員、台灣偶像團體 AKB48 Team TP 成員[9]

文化及傳媒界
- 郭艷明：《信報》總編輯、前無綫新聞主播
- 陳宗澧（2007年下午校）：無綫新聞體育主播[註 1]

教育界
- 黎乃棚（1962年上午校）：前聖公會林裘謀中學校長[10]
- 梅浩基（1979年下午校）：中華基督教會馮梁結紀念中學校長
- 梁頌康（1992年上午校）：前香港中文大學英文系助理教授、香港公開大學教育及語文學院副教授，英語研究學士課程主任
- 黃家駿（1998年下午校）：香港城市大學電腦科學副教授
- 馮焯正（2023年）：香港大學英文系教授

體育界
- 范家銘（2011年下午校）：香港游泳代表隊成員

公共事業、商界
- 楊顯中（1958年上午校）：前入境處處長、香港西區海底隧道公司董事總經理、香港駕駛學院主席
- 曹貴子（1976年上午校）：醫生，康健國際主席

## 外部連結
- 中華基督教會協和小學（页面存档备份，存于）
- 中華基督教會協和小學（長沙灣）